# Cymothoa exigua
Cymothoa exigua (лат.), также называемый «мокрица, пожирающая язык» (англ. tongue-eating louse), — паразитическое ракообразное семейства Cymothoidae. Как правило, имеет 3—4 сантиметра в длину. Паразит проникает через жабры и прикрепляется к основанию языка пятнистого розового луциана (Lutjanus guttatus). Он высасывает кровь с помощью когтей в своей передней части, что приводит к атрофии языка из-за недостатка крови. После этого паразит заменяет язык рыбы, прикрепляя собственное тело к мышцам культи языка. Рыба может использовать паразита так же, как и нормальный язык. По всей видимости, паразит не причиняет иного ущерба хозяину. Когда C. exigua заменяет собой язык, некоторые паразиты питаются кровью хозяина, но большинство — слизью рыбы. Это единственный известный случай, когда паразит функционально замещает собой орган хозяина. В настоящее время считается, что C. exigua безопасен для человека, однако есть опасность быть укушенным в случае поимки живого паразита.
Размножение мокриц происходит во рту у рыбы. Яйца откладываются в специальный карман на животе самки, а уже вылупившиеся Cymothoa exigua отправляются в поисках своего нового дома.
Существует много видов Cymothoa, но только о Cymothoa exigua известно, что он съедает и замещает собой язык хозяина.
В 2005 году в Соединённом Королевстве была обнаружена рыба, заражённая паразитом, которым может являться Cymothoa exigua. Так как этот паразит обычно обитает у берегов Калифорнии, возникло предположение, что его ареал может расширяться, однако также возможно, что ракообразное проделало путь из Калифорнийского залива во рту люциана и его появление в Великобритании — исключительный случай. Языко́вая мокрица хранится в коллекции музея Хорнимана (англ. Horniman Museum), но в настоящее время не выставляется.

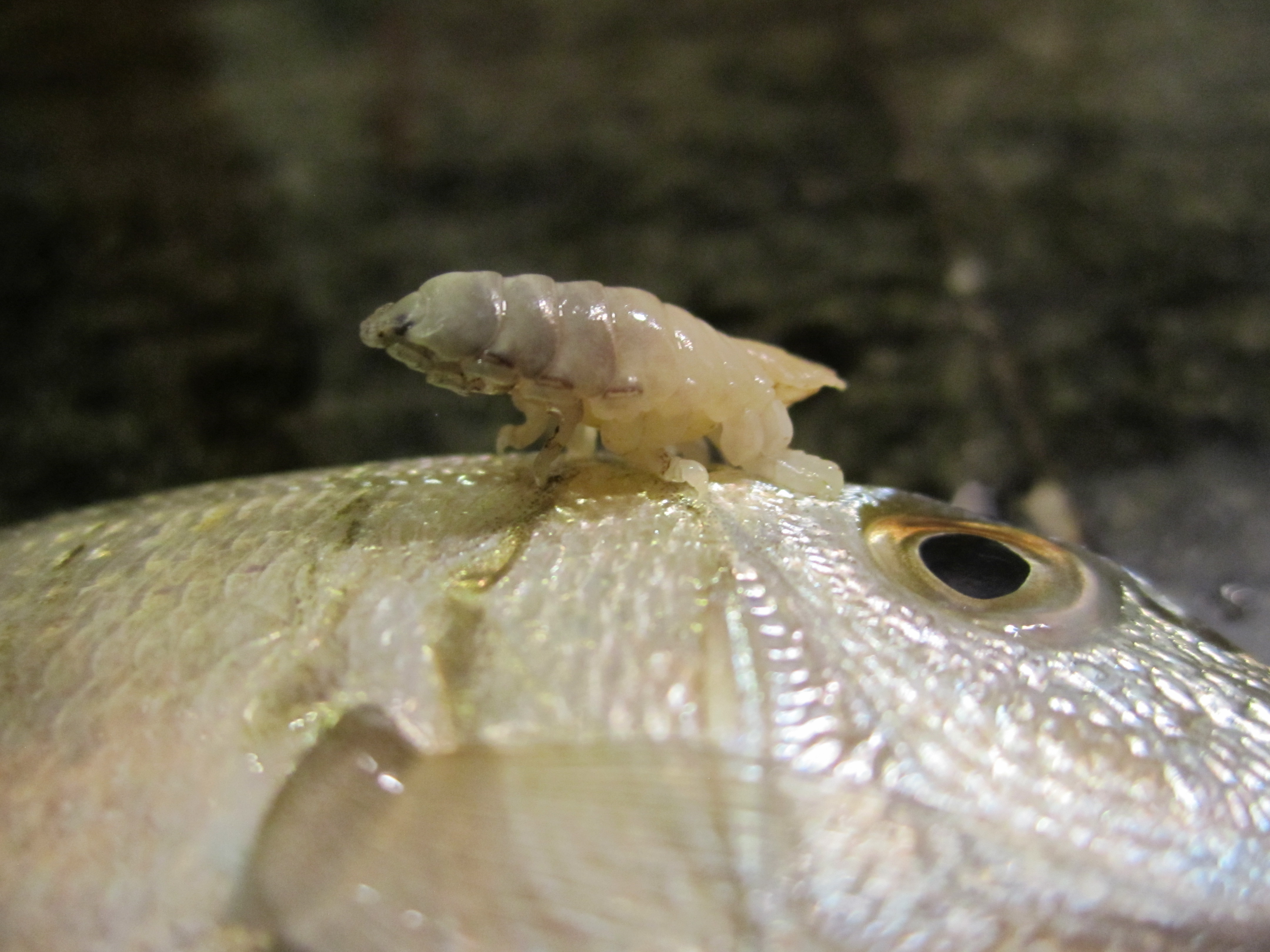

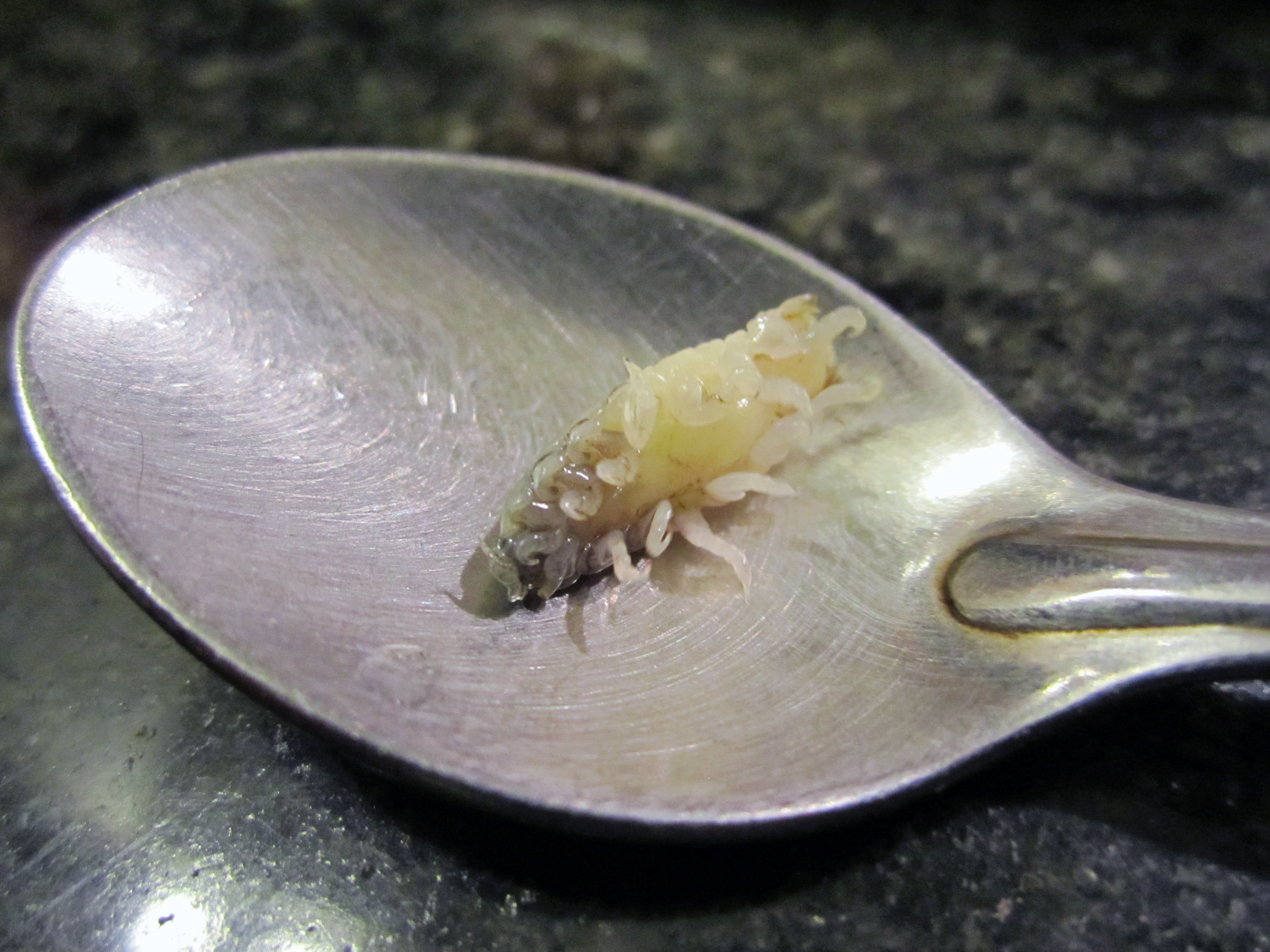

## В массовой культуре
В 2012 г. Cymothoa exigua стала «героиней» американского фильма ужасов «Залив». Согласно сюжету, паразит мутировал под влиянием отходов прибрежной птицефермы, незаконно сливаемых в залив, вырос до 15—20 сантиметров в длину и стал смертельно опасен не только для рыб, но и для людей.